# Калиште (Болгария)
Калиште (болг. Калище) — село в Болгарии. Находится в Перникской области, входит в общину Ковачевци. Население составляет 515 человек.

## Политическая ситуация
В местном кметстве Калиште, в состав которого входит Калиште, должность кмета (старосты) исполняет Венцислав Асенов Тодоров (Болгарская социалистическая партия (БСП)) по результатам выборов.
Кмет (мэр) общины Ковачевци — Йордан Стефанов Миланов (Политическое движение социал-демократов (ПДСД)) по результатам выборов.

## Известные уроженцы и жители
- Андонов, Методи (1932—1974) — болгарский кинорежиссёр.